# Putiatino (obwód riazański)
Putiatino (ros. Путятино) – wieś (sieło) w Rosji, w obwodzie riazańskim, ośrodek administracyjny rejonu putiatińskiego. W 2010 liczyła 3047 mieszkańców.